# Valentin Baus
Valentin Baus (* 14. Dezember 1995 in Bochum) ist ein deutscher Tischtennisspieler der paralympischen Startklasse WK5. Im Jahr 2021 wurde er Para-Olympiasieger im Einzel. Bei den Sommer-Paralympics 2024 in Paris errang er gemeinsam mit Thomas Schmidberger die Silbermedaille im Doppel.

## Sportlicher Werdegang
Valentin Baus begann im Alter von sieben Jahren, Tischtennis zu spielen. Aufgrund einer erblich bedingten Glasknochenkrankheit nutzt er seit 2008 einen Rollstuhl und betreibt seinen Sport weiterhin erfolgreich. Zunächst spielte er für die BSG Duisburg-Buchholz in der Rollstuhl-Tischtennis-Bundesliga, seit Juli 2016 für Borussia Düsseldorf. Sein Training absolviert er regelmäßig in seinem Heimatverein TTG Weitmar in Bochum, in dem er auch gegen Sportler ohne Rollstuhl (im Behindertensport „Fußgänger“ genannt) antritt. Im Jahr 2015 wurde er als einer der talentiertesten Tischtennis-Spieler mit Behinderung in Deutschland bezeichnet.
2013 belegte Baus bei den Europameisterschaften in Einzel und Mannschaft jeweils Platz drei. 2014 wurde er in Peking Weltmeister; dabei schlug er im Halbfinale den norwegischen Weltranglistenersten und Paralympics-Sieger Tommy Urhaug. 2015 errang er bei den Europameisterschaften zwei Medaillen, Gold in der Mannschaft sowie Silber im Einzel.
Bei den Paralympics 2016 in Rio de Janeiro gewann Valentin Baus die Silbermedaille im Einzel. Für den Gewinn der Silbermedaille 2016 in Rio erhielt er das Silberne Lorbeerblatt.
Anfang Dezember 2017 belegte Baus Rang zwei der internationalen Rangliste der International Table Tennis Federation. 2018 wurde Baus gemeinsam mit seiner Mannschaft von Borussia Düsseldorf aus Thomas Schmidberger und Sandra Mikolaschek zum zweiten Mal in Folge deutscher Meister im Rollstuhl-Tischtennis. 2018 wurde er für die im Oktober im slowenischen Celje stattfindenden Weltmeisterschaften nominiert.
2019 wurde Valentin Baus in Helsingborg erstmals Europameister im Einzel und qualifizierte sich damit für die Paralympics 2020 in Tokio. Am 29. August 2021 gewann er dort Gold gegen Cao Ningning mit 3:2 nach Sätzen.
Auf der am 1. Juni 2022 veröffentlichten Weltrangliste des Para-Tischtennis.Weltverband IPTTC übernahm Valentin Baus erstmals Platz eins.
Bei den Paralympischen Spielen 2024 unterlag Baus mit Thomas Schmidberger im Doppel dem chinesischen Duo Feng Panfeng und Cao Ningning und errang die Silbermedaille. Im Einzel verlor er im Viertelfinale gegen den türkischen Spieler Abdullah Öztürk und schied aus dem Turnier aus. 2025 gewann er mit dem Sieg beim ITTF World Para Elite Spokane seine erste Goldmedaille bei einem Para-Elite-Turnier.

## Familie
Der Vater von Valentin Baus, Harry Baus, lebt ebenfalls mit der Glasknochenkrankheit. Er leitete die Beratung für behinderte und chronisch kranke Studierende an der Ruhr-Universität Bochum. Valentins Bruder Merlin spielte Fußball für den FC Schalke 04 und wurde mit seiner Mannschaft deutscher A-Jugend-Meister 2012. Anschließend erhielt er ein Fußballstipendium in den USA.

## Ehrungen
- 2014: „Jugendsportler des Jahres“ von Bochum ausgezeichnet[18]
- 2021 Parasportler des Jahres[19]
- 2023: Para-Sportler des Jahres in Nordrhein-Westfalen

## Erfolge
2012
- Deutscher Meister – Einzel

2013
- 3. Platz Europameisterschaft – Einzel, Mannschaft
- Deutscher Meister – Einzel

2014
- 1. Platz Weltmeisterschaft – Einzel

2015
- 1. Platz Europameisterschaft – Mannschaft
- 2. Platz Europameisterschaft – Einzel

2016
- Paralympics – Einzel

2017
- 2. Platz Team-WM
- Deutscher Meister – Mannschaft

2018
- Deutscher Meister – Einzel, Mannschaft, Mixed

2019
- 1. Platz Europameisterschaft – Einzel
- 3. Platz Europameisterschaft – Doppel (mit Jan Gürtler)
- Deutscher Meister – Einzel, Doppel (mit Thomas Schmidberger)

2020
- Deutscher Meister – Mannschaft (mit Thomas Schmidberger und Sandra Mikolaschek)

2021
- Paralympics – Einzel

2022
- 1. Platz Weltmeisterschaft – Einzel
- 3. Platz Weltmeisterschaft – Doppel (mit Thomas Schmidberger)

2023
- Deutscher Meister – Einzel

2024
- Sommer-Paralympics – Doppel (mit Thomas Schmidberger)